# ATC-kod N03: Antiepileptika
ATC-kod N03: Antiepileptika är en del av klassificeringssystemet ATC (Anatomical Therapeutic Chemical Classification System) för läkemedel och vissa andra medicinska produkter. ATC utvecklas av WHO och består av alfanumeriska koder indelade i grupper utifrån anatomi, medicinsk funktion och läkemedelstyp på 5 olika kodnivåer. Denna sida utgör innehållet i en specifik grupp på nivå 2.

## N03AAntiepileptika

### N03AABarbitursyraderivat
N03AA01 Metylfenobarbital
N03AA02 Fenobarbital
N03AA03 Primidon
N03AA04 Barbexaklon
N03AA30 Metarbital

### N03ABHydantoinderivat
N03AB01 Etotoin
N03AB02 Fenytoin
N03AB03 Aminovaleriansyra
N03AB04 Mefenytoin
N03AB05 Fosfentoin
N03AB52 Fenytoin, kombinationer
N03AB54 Mefenytoin, kombinationer

### N03ACOxazolidinderivat
N03AC01 Parametadion
N03AC02 Trimetadion
N03AC03 Etadion

### N03ADPyrrolidindionderivat
N03AD01 Etosuximid
N03AD02 Fensuximid
N03AD03 Mesuximid
N03AD51 Etosuximid, kombinationer

### N03AEBensodiazepinderivat
N03AE01 Klonazepam

### N03AFKarboxamidderivat
N03AF01 Karbamazepin
N03AF02 Oxkarbazepin
N03AF03 Rufinamid

### N03AGFettsyraderivat
N03AG01 Valproinsyra
N03AG02 Valpromid
N03AG03 Aminosmörsyra
N03AG04 Vigabatrin
N03AG05 Progabid
N03AG06 Tiagabin

### N03AX Övriga antiepileptika
N03AX03 Sultiam
N03AX07 Fenacemid
N03AX09 Lamotrigin
N03AX10 Felbamat
N03AX11 Topiramat
N03AX12 Gabapentin
N03AX13 Feneturid
N03AX14 Levetiracetam
N03AX15 Zonisamid
N03AX16 Pregabalin
N03AX17 Stiripentol
N03AX30 Beklamid

### Engelska
- WHO Collaborating Centre for Drug Statistics Methodology - ATC Index
- WHO Collaborating Centre for Drug Statistics Methodology - ATCvet Index

### Svenska
- SIL online
- FASS.se - ATC
- FASS.se - Veterinär-ATC
- Sök läkemedelsfakta - Läkemedelsverket
- Socialstyrelsen : Klassifikationer
- Nationellt produktregister för läkemedel - NPL